# 山川健一
山川 健一（やまかわ けんいち、1953年7月19日 - ）は、日本の作家、ロック評論家、ロックミュージシャン。元東北芸術工科大学教授。

## 経歴・人物
千葉県千葉市出身。千葉県立千葉高等学校、早稲田大学商学部卒業。
大学在学中に「天使が浮かんでいた」で早稲田キャンパス文芸賞を受賞。1977年『鏡の中のガラスの船』が群像新人文学賞の優秀作に選ばれる。
ローリング・ストーンズ、フェイセズ等のロックやレゲエ、ブルースを愛好し、音楽に影響を受けた作品を発表する（『壜の中のメッセージ』『星とレゲエの島』『ロックス』など）。オートバイ・フリークであり、オートバイを題材とした小説も数多く手がけた（『ライダーズ・ハイ』『サザンクロス物語』『追憶のルート19』など）。1990年代には倒錯性愛や欲望を題材にしたポルノグラフィを手がけた（『スパンキング・ラブ』など）
ロック評論家として、1970年代から1980年代にかけて音楽誌等に執筆した。1990年代は、自ら編集を手がけたロック雑誌『ルーディーズ・クラブ』を創刊した。
ミュージシャンとしても活動し、バンド"The Rudie"のボーカルとして、1986年にミニ・アルバム『Backstreet』を発表。以降“The Rudie”、“So Much Trouble”のボーカルとしてメジャーレーベルからアルバムを複数発表する。
自動車について造詣が深く、イタリアの乗用車、ポルシェ、アルファロメオのオーナーとして関連する著書を出している（『僕らがポルシェを愛する理由』『快楽のアルファロメオ』など）。1990年代からAppleのマッキントッシュ・コンピュータに魅了され『マッキントッシュ・ハイ』などの著作を発表する。1990年代以降はニューエイジへ深く傾倒してオーラ幻視者であることを前面に打ち出した著作（『ヒーリング・ハイ』など）を発表する。
サイバーエージェント傘下のアメーバブックス取締役編集長としてブログの書籍化という試みを行った。2011年、東北芸術工科大学に新設された芸術学部文芸学科学科長、教授となる。2019年3月、定年により退職する。

## 作品

### 小説
- 『壜の中のメッセージ』（角川書店 1981年3月 のち文庫、新風舎文庫）
- 『鏡の中のガラスの船』 （講談社 1981年3月 のち文庫）
- 『さよならの挨拶を』 （中央公論社 1981年11月 のち角川文庫）
- 『窓にのこった風』（中央公論社 1982年6月）
- 『パーク・アベニューの孤独』（角川書店 1983年3月 のち文庫）
- 『サンタのいる空』（中央公論社 1983年7月 のち角川文庫）
- 『綺羅星』（河出書房新社 1983年9月 のち集英社文庫）
- 『ライダーズ・ハイ』（中央公論社 1984年5月 のち角川文庫）
- 『コーナーの向こう側へ』三推社・講談社 1984年7月 のち文庫）
- 『水晶の夜』（新潮社（新鋭書下ろし作品） 1984年10月 のち集英社文庫）
- 『サザンクロス物語』（三推社・講談社 1985年10月 のち講談社文庫）
- 『星とレゲエの島』（角川文庫 1985年7月)
- 『ロックス』（集英社 1986年5月 のち文庫）
- 『雨の日のショート・ストッパーズ』（講談社 1986年6月 のち文庫）
- 『クロアシカ・バーの悲劇』（講談社 1986年11月 のち文庫）
- 『追憶のルート19』（三推社・講談社 1987年4月 のち文庫）
- 『チョコレートの休暇』（東京書籍 1988年5月 のち講談社文庫）
- 『真夏のニール』（集英社 1988年8月 のち文庫）
- 『ティガーの朝食』（講談社 1989年5月 のち文庫）
- 『蜂の王様』（角川書店 1989年5月 のち文庫）
- 『ブランク・セヴンティーズ』（集英社 1989年12月）
- 『セイヴ・ザ・ランド』（講談社 1989年12月）
- 『凍えた薔薇』（ミリオン出版 1991年9月）
- 『ジゴロたちの航海』（ベストセラーズ 1992年4月 「ジゴロ」幻冬舎文庫）
- 『マシンの見る夢』（講談社 1992年9月）
- 『カーズ』（実業之日本社 1993年10月）
- 『Joy』（近代文芸社 1993年6月）
- 『ふつつかな愛人達』（エイジェイ出版 1993年6月）
- 『カナリア』（ミリオン出版 1993年8月 のち幻冬舎文庫）
- 『ママ・アフリカ』（角川書店 1993年1月）
- 『僕らは嵐のなかで生まれた 第1部』（東京書籍 1993年4月）
- 『安息の地』（幻冬舎 1994年10月 のち文庫）
- 『多重人格の女神』（ぶんか社 1995年8月）
- 『スパンキング・ラヴ』 （講談社文庫 1995年10月）
- 『欲望』（ベネッセコーポレーション 1995年10月）
- 『窓の外を眺めながら、部屋のなかに座っている。Fragment1990-1995』 （実業之日本社 1995年7月）
- 『b.とその愛人』（実業之日本社 1997年1月）
- 『君たちは世界の新しい王様（僕らは嵐のなかで生まれた 2） 』（東京書籍 1997年11月）
- 『アップル・ジャム』（中央公論社 1997年7月）
- 『ジーンリッチの復讐』（メディアファクトリー 2001年9月）
- 『ニュースキャスター』（幻冬舎 2001年1月 のち文庫）
- 『黒革と金の鈴』（ヘッドロック 2003年7月）
- 『歓喜の歌』（幻冬舎 2003年3月 のち文庫）
- 『夜の果物、金の菓子』（幻冬舎 2006年3月）
- 『ここがロドスだ、ここで跳べ!』（アメーバブックス新社 2010年6月）
- 『人生の約束』(幻冬舎文庫 2015)
- 『問題児 三木谷浩史の育ち方』幻冬舎, 2018.2　のち文庫)

### エッセイなど
- 『今日もロック・ステディ』 （冬樹社 1981年7月 のち講談社文庫）
- 『みんな十九歳だった』（PHP研究所（Essay books） 1984年2月 のち講談社文庫）
- 『マギー・メイによろしく』（勁文社 1985年9月 のち講談社文庫）
- 『ローリング・キッズ』（角川文庫 1986年1月）
- 『ぼくは小さな赤い鶏』（三推社 1986年3月）
- 『ロックンロール・ゲームス』（角川文庫 1986年11月）
- 『僕のハッピー・デイズ』（東京書籍 1987年4月 のち角川文庫）
- 『恋愛真空パック』（PHP研究所 1988年3月 のち角川文庫）
- 『初台R&R物語』（ビクターブックス 1988年7月 のち角川文庫）
- 『ブルースマンの恋』（東京書籍 1989年9月 のち中公文庫）-CDブック
- 『印象派の冒険』（講談社 1989年9月）
- 『ロックンロール日和』（八曜社（ルーディーズ・クラブ選書） 1990年11月）
- 『ハミングバードの頃』（ロックンロールコレクション1） （東京書籍 1990年10月）-CDブック
- 『彼が愛したテレキャスター』（ロックンロール・コレクション2） （東京書籍 1991年1月）-CDブック
- 『セイヴ・ミー ぼく達の未来』（立風書房 1991年2月）
- 『ライオンの昼寝』（実業之日本社 1991年8月）
- 『僕らがポルシェを愛する理由』（東京書籍 1991年9月　中公文庫 1996年2月）
- 『いつもそばに仲間がいた』（講談社 1992年2月）
- 『ワン・ラブ・ジャマイカ ラブ・アイランドの匂い』（Tokyo FM出版 1993年11月）
- 『快楽のアルファロメオ』（中央公論社 1995年11月 のち文庫）
- 『ヒーリング・ハイ オーラ体験と精神世界』（早川書房 1995年12月 のち幻冬舎文庫）
- 『マッキントッシュ・ハイ』（幻冬舎 1997年 のち文庫）
- 『おはよう、ブルースマン。』 （TOKYO FM出版 1997年12月）
- 『ブリティッシュ・ロックへの旅』（東京書籍 1998年9月）
- 『自転車散歩の達人』（講談社 1999年9月）
- 『オーラが見える毎日 ソウルメイトの果てしない旅』（大和出版 1999年12月）
- 『日曜日のiMac』（企画室ゆう出版事業部 1999年5月）
- 『不良少年の文学』（中央公論新社 2000年7月）
- 『僕らに魔法をかけにやってきた自動車』（講談社 2001年9月）
- 『ジャガーに逢った日』（二玄社 2001年10月）
- 『死ぬな、生きろ。 アイデンティティ・クライシス』（小学館 2002年7月）
- 『レンジローバーの大地』（二玄社 2002年7月）
- 『復活のZ』（二玄社 2002年11月）
- 『新選組、敗れざる武士達』（ダイヤモンド社 2004年8月）
- 『幕末武士道、若きサムライ達』（ダイヤモンド社 2004年8月）
- 『希望のマッキントッシュ digital drag』（太田出版 2004年1月）
- 『イージー・ゴーイング 頑張りたくないあなたへ』（アメーバブックス 2005年7月）
- 『ローリング・ストーンズ 伝説の目撃者たち』（アメーバブックス 2006年3月）
- 『「書ける人」になるブログ文章教室』（ソフトバンク新書 2006年11月）
- 『「空海」の向こう側へ 現世を生き抜くための密教のすすめ』（ソフトバンク新書 2007年5月）
- 『幸福論 扉をひらく自分をひらく』（ダイヤモンド社 2007年11月）
- 『虹の橋 チャーコ』（小学館 2007年12月）
- 『虹の橋 キッド』（小学館 2007年12月）
- 『リアルファンタジア2012年以降の世界』（アメーバブックス新社 2008年11月）
- 『太宰治の女たち』 (幻冬舎新書 2009年11月）

### アルバム
- 山川健一&ザ・ルーディ／Backstreet (自主制作 1986年）
- 山川健一&ザ・ルーディ／ROCKS（アルファレコード 1986年）[2]
- 山川健一&ザ・ルーディ／NEED MORE KICKS（センチュリー 1989年）[3]
- 山川健一／SAVE THE LAND(センチュリー 1990年）[4]
- 山川健一／ファンタスティック･シティへようこそ（八曜社 1991年）-CDブック
- 山川健一&SO MUCH TROUBLE／アニマルハウス（八曜社 1991年）-CDブック
- SO MUCH TROUBLE ／NEVER MIND TROUBLES（キング 1992年）[5]

### 共著
- 『バイクフリークたちの午後』（三推社（ベストカーブックス） 1983年7月）
- 『時には、ツイン・トリップ』 （香咲弥須子共著 冬樹社 1985年10月）
- 『セルフ・ポートレイト』（ジム・ファイル共著 角川書店 1988年6月 のち文庫）
- 『ローリング・ストーンズが大好きな僕たち』（鮎川誠共著 八曜社 1992年4月）
- 『運を良くする 王虎応の世界』（森田健共著 アメーバブックス新社 2009年3月）
- 『奇蹟が起きたパワースポット』（森田健共著 アメーバブックス新社 2010年9月）

### 翻訳
- ブライアン・プレストン『ポット・プラネット マリワナ・カルチャーをめぐる冒険』太田出版 2003.11
- ニック・ブロウンリー『大麻 聖なる植物』太田出版 2004.11
- テリー・タルノフ『アジアに堕ちた男 愛・と・ド・ラ・ッ・グ・を・め・ぐ・る・旅』太田出版 2007.2
- テリー・タルノフ『太陽が沈む前に』太田出版 2007.6